# Градина (језеро)
Градина је вјештачко језеро у насељу Омарска, град Приједор, Република Српска, БиХ. Језеро се налази 25 км југоисточно од Приједора. Ово акумулационо језеро је направљено за потребе рудника жељезне руде у Омарској. Вјештачко језеро Градина је настало изградњом вјештачке бране Међеђа. Брана на језеру није прописно обезбијеђена и околном становништу које живи на нижој надморској висини од нивоа језера пријети опасност. Са почетком поновног рада рудника Омарска на језеру је забранјено купање за грађане али је дозвољен риболов уз посебну дозволу.